# JR Freight classe HD300
La classe HD300 (HD300形, HD300-gata) est un type de locomotive hybride Diesel et batteries, exploitée par la compagnie JR Freight pour les manœuvres au Japon.

## Description
Les locomotives sont construites par Toshiba. 41 exemplaires ont été produits. Leur disposition des essieux est Bo'Bo'.
Les locomotives utilisent un moteur Diesel et des batteries lithium-ion. A la traction, le moteur Diesel et les batteries alimentent un onduleur/convertisseur qui ensuite alimente les moteurs de traction. L'énergie de freinage est récupérée pour recharger les batteries. Des essais réalisés au terminal de fret de Tokyo en juin 2010 ont démontré des économies de carburant de 36 %, des réductions des émissions de NOx de 62 % et du niveau sonore de 22 dB par rapport à une locomotive Diesel de la classe DE10. À l'extérieur, les locomotives sont peintes en rouge vif, avec des bandes de visibilités jaunes et noires à leurs extrémités.

## Variantes
Plusieurs sous-séries existent :
- HD300-901 : modèle prototype construit en 2010,
- HD300-0 : version de série, 37 locomotives construites à partir de 2014 (numérotées HD300-1 à 37),
- HD300-500 : version conçue pour fonctionner dans des conditions de climat froid, 3 locomotives livrées en 2014.

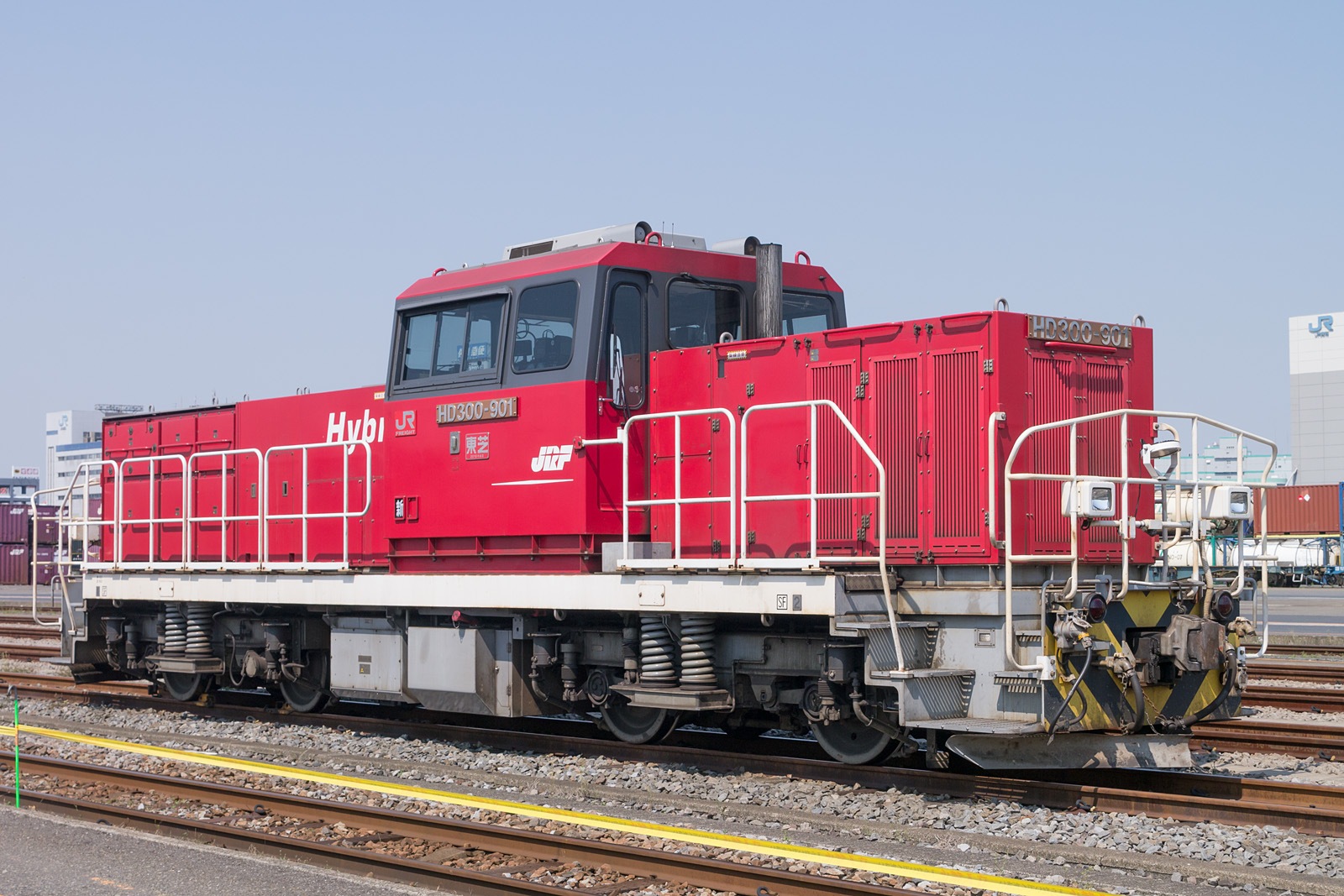
Locomotive prototype HD300-901
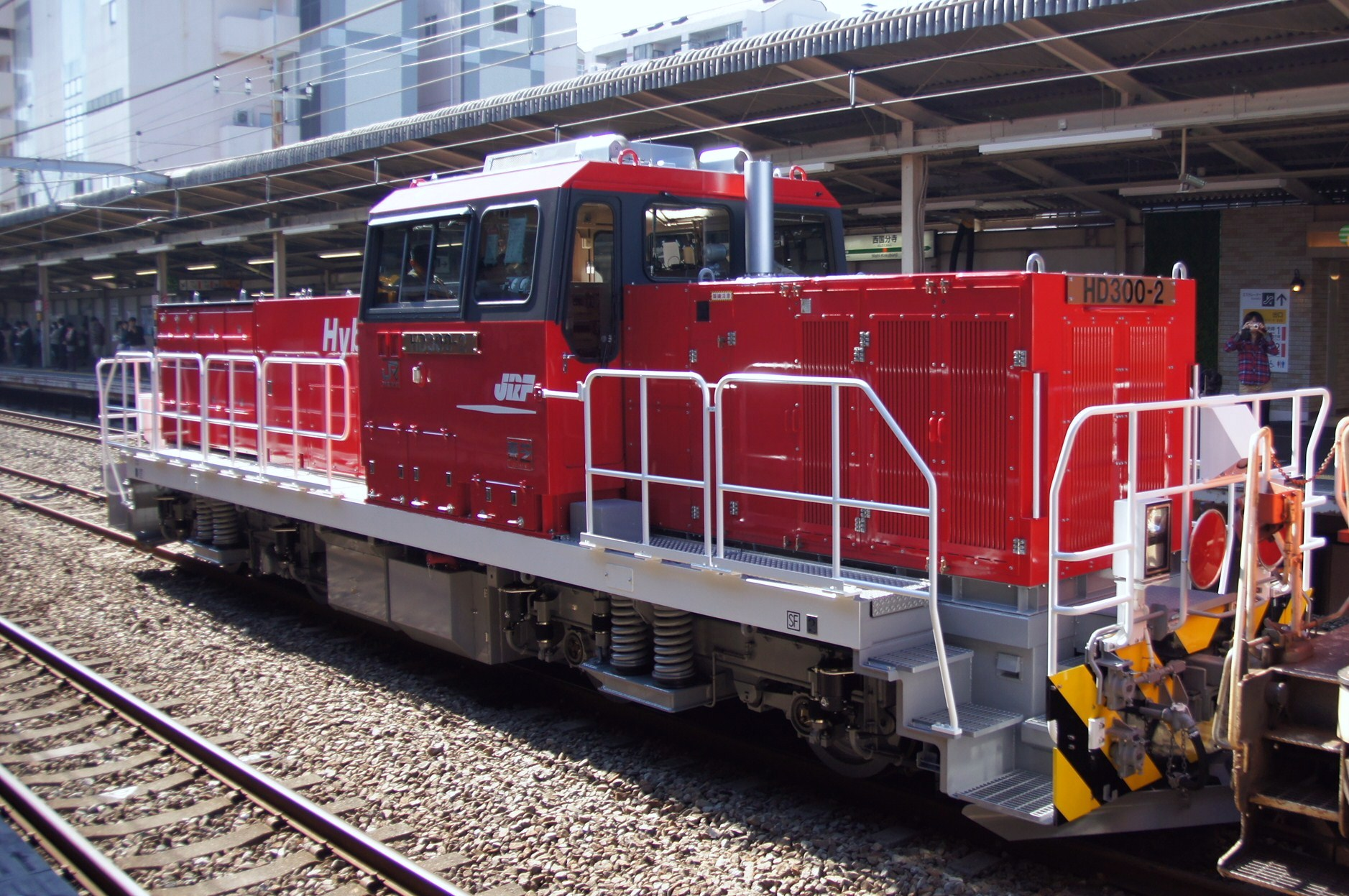
Locomotive HD300-2
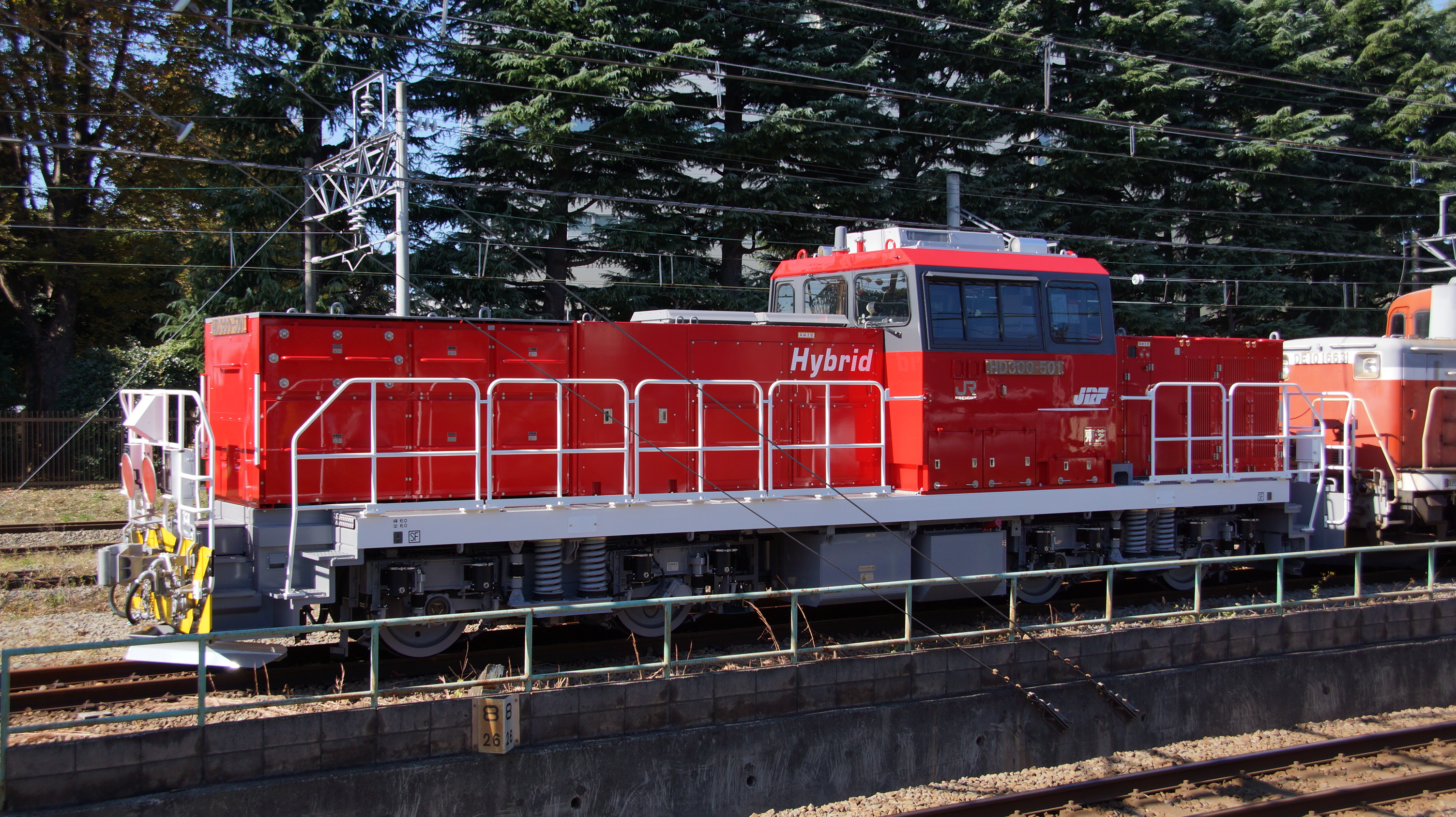
Locomotive HD300-501

## Récompense
Le modèle est récompensé du Laurel Prize en 2012.